# Болховский 138-й пехотный полк
138-й пехотный Болховский полк — пехотная часть Русской императорской армии. С 1863 г. входил в состав 35-й пехотной дивизии.
Старшинство — 6 декабря 1703 года.
Полковой праздник — 5 июля.

## Предыстория
- 12.1703 — в Москве боярином Стрешневым сформирован пехотный князя Репнина Тобольский полк в составе десяти рот.
- 10.03.1708 — Тобольский пехотный полк.
- 09.07.1724 — 4 роты отчислены на формирование Дагестанского пехотного полка, вместо их сформированы новые.
- 16.02.1727 — 2-й Углицкий пехотный полк.
- 13.11.1727 — Тобольский пехотный полк.
- 25.04.1762 — пехотный генерал-майора Кашкина полк.
- 05.07.1762 — Тобольский пехотный полк.
- 31.10.1798 — мушкетерский генерал-лейтенанта Ферзена полк.
- 14.01.1801 — мушкетерский генерал-майора Гарина полк.
- 31.03.1801 — Тобольский мушкетерский полк.
- 22.02.1811 — Тобольский пехотный полк.
- 28.01.1833 — присоединены 2-й батальон 33-го егерского полка, 2-й и 3-й батальоны Крымского пехотного полка.
- 23.08.1856 — 4-й действующий батальон переименован в 4-й резервный и отчислен в резервные войска.
- 29.04.1857 — Тобольский пехотный Его Императорского Высочества великого князя Сергия Александровича.

## Формирование полка
Пехотный Болховский полк сформирован 13 октября 1863 года в г. Углич Ярославской губернии из 4-го батальона (резервного) и бессрочноотпускных 5-го и 6-го батальонов Тобольского пехотного великого князя Сергея Александровича полка. Старшинство полка считается с 1703 года, то есть со дня сформирования 38-го пехотного Тобольского полка. Болховский полк назван в честь города Болхова Орловской губернии, числился в составе 1-й бригады 35-й пехотной дивизии. Командиром вновь сформированного Болховского полка назначен бывший командир 4-го резервного батальона пехотного Тобольского полка полковник Пальчевский. Каждый из трех батальонов полка состоял из четырех линейных и одной стрелковой роты. Вместе с 4-м резервным батальоном Тобольского полка, вошедшим в состав вновь сформированного полка, перешло Георгиевское знамя этого батальона, которое было присвоено 1-му батальону. 2-му и 3-му батальонам даны были обыкновенные знамёна, принадлежащие ранее 5-му и 6-му батальонам Тобольского полка. Высочайшим приказом от 25 марта 1864 года армейским полкам присвоены номера: Болховский полк получил номер 138. 7 апреля 1879 года полк переформирован в 4-батальонный состав.
С 1863 по 1873 годов полк размещался в г. Углич.
В ходе военно-окружной реформы 1864 г. 138-й пехотный Болховский полк в составе 35-й пехотной дивизии вошел в состав войск Московского военного округа. В 1866 году полк участвовал в лагерном сборе под Москвой. В 1873 году полк перешел на новую стоянку в г. Рыбинск Ярославской губернии. Высочайшим приказом от 2 ноября 1876 года о мобилизации полк приведен в военное положение. Следуя на Бологое, Гатчину, Белосток, Вильно, Брест полк разместился в Бердичеве. Высочайшим приказом от 19 февраля 1877 года вновь учреждены армейские корпуса, 35-я пехотная дивизия вошла в состав 13-го армейского корпуса.

## Кампании полка
Болховский полк принимал участие в русско-турецкой войне 1877—1878 гг. и в русско-японской войне 1904—1905 гг. В первой из них полк находился в составе Рущукского отряда и принял боевое крещение в бою у д. Езерджи; следующим выдающимся делом в истории полка является бой при Аясляре (ныне — село Светлен), а затем полк принимал участие в деле у д. Нисово и в ряде рекогносцировок. В войну 1904—1905 гг. полк входил в состав XVII армейского корпуса, участвовал во всех боях его и оказал особое отличие в сражении при реке Шахе у д. Эртхайцзы 28—29 сентября 1904 г.
Полк — участник боя под Тарношиным 15 августа 1914 г.

## Знаки отличия
1. Георгиевское знамя, с надписью: «За дело при Четати 25 декабря 1853 г., за Севастополь в 1854 — 55 гг. и за отличие в турецкую войну 1877 и 1878 годов», с Александровскою юбилейною лентою[2]. Первые два отличия унаследованы от Тобольского полка.
2. Поход за военное отличие, пожалованный в 1833 г. за дело при г. Рахове (1829 г.). Отличие унаследовано от Тобольского полка.
3. Знаки нагрудные — для офицеров, и на головные уборы — для нижних чинов, с надписью: «За отличие», за дела 19 и 25 декабря 1853 г. при Четати. Отличие унаследовано от Тобольского полка.
4. Георгиевские трубы, с надписью: «За отличие в Турецкую войну 1877 и 1878 гг.», пожалованныя 17 апреля 1878 г[2].
5. 2 георгиевские серебряные трубы, с надписью: «За отличие в войну 1904—1905 гг.», пожалованные 4-му батальону полка 18 апреля 1910 г.

## Командиры полка
- 11.11.1863 — 12.09.1868 — полковник Пальчевский, Игнатий Яковлевич
- 12.09.1868 — 03.06.1876 — полковник Линдфорс, Юлий Яковлевич
- 17.06.1876 — 21.04.1878 — полковник Буссе, Владимир Васильевич
- 26.04.1878 — 06.05.1881 — полковник барон Аминов, Иоганн-Фридрих-Густав Александрович
- 09.05.1881 — 26.11.1886 — полковник Головин, Михаил Иванович
- 26.11.1889 — 02.07.1891 — полковник фон Бранденбург, Александр Ефимович
- 09.07.1891 — 31.10.1899 — полковник Нарбут, Василий Александрович
- 31.10.1899 — 20.01.1903 — полковник Зметнов, Георгий Александрович
- 23.02.1903 — 09.03.1905 — полковник Орлов, Дмитрий Дмитриевич
- 17.03.1908 — 18.11.1910 — полковник Лихонин, Александр Николаевич (исключён умершим)
- 18.11.1910 — 24.01.1915 — полковник (с 17.11.1914 генерал-майор) Кононович, Иосиф Казимирович
- 24.01.1915 — 24.04.1917 — полковник Головинский, Алексей Васильевич
- 24.04.1917 —хх.хх.хххх — полковник Лянскоранский, Яков Петрович

## Известные люди, служившие в полку
- Гаршин, Всеволод Михайлович
- Медведев, Александр Александрович[уточнить]
- Назимов, Семен Иванович
- Пронин, Василий Михайлович
- Смирнов, Андрей Кириллович (1895—1941), советский генерал-лейтенант, воевал офицером в полку в 1916—1917 гг.